# Муравей ВТС
Муравей ВТС (сокр. Внутризаводское Транспортное Средство) — электротележка с кабиной производства Тульского машиностроительного завода.

## История
Впервые о разработке новой модели после прекращения производства в 1995 году грузовых мотороллеров Муравей было заявлено в 2016 году. В 2017 году на заводе был собран первый прототип.
В мае 2020 года стартовали продажи грузовика с отпускной ценой 1,25 млн рублей.

## Конструкция и характеристики
Электротележки Муравей предназначены для перевозки грузов до 1 тонны на производственных и складских площадях с твёрдым и ровным покрытием по территории организаций и промышленных баз без права выезда на дороги общего пользования.
Представлены две модели, отличающиеся только типом электропривода:
- ВТС-1 — привод от дизель-генераторной установки
- ВТС-2 — привод от аккумуляторной батареи.

Кабина двухместная, из стеклопластика. Аккумуляторная батарея свинцово-кислотная 48 вольт ёмкостью 350 А⋅ч. Рулевое управление — самокомпенсирующая одноступенчатая рейка. Подвеска рессорная. Тормоза гидравлические, диск/барабан. Колёса размерностью 175/70R13. Сиденья регулируемые влагостойкие, серого цвета. Щиток приборов с индикатором заряда батареи, спидометром, одометром. Рулевое колесо от ВАЗ-2110. Запас хода: пустой до 90 км; гружённый — до 70 км. Заводская гарантия 1 год.
Разработан армейский вариант платформы с установленной малокалиберной пушкой и модификация для полиции.